# Lillsjön (Bjurholms socken, Ångermanland, 708611-163977)
Lillsjön är en sjö i Bjurholms kommun i Ångermanland och ingår i Lögdeälvens huvudavrinningsområde. Sjön har en area på 0,107 kvadratkilometer och ligger 223,1 meter över havet. Sjön avvattnas av vattendraget Mjösjöån (Strömbäcken). Vid provfiske har abborre, gers, lake och öring fångats i sjön.

## Delavrinningsområde
Lillsjön ingår i det delavrinningsområde (708615-163897) som SMHI kallar för Utloppet av Lillsjön. Medelhöjden är 257 meter över havet och ytan är 1,5 kvadratkilometer. Räknas de 4 avrinningsområdena uppströms in blir den ackumulerade arean 19,82 kvadratkilometer. Mjösjöån (Strömbäcken) som avvattnar avrinningsområdet har biflödesordning 2, vilket innebär att vattnet flödar genom totalt 2 vattendrag innan det når havet efter 73 kilometer. Avrinningsområdet består mestadels av skog (93 procent).